# ألكسندرو كويدان
ألكسندرو كويدان (بالرومانية: Alexandru Cuedan)‏ (26 سبتمبر 1910 - 1976) لاعب كرة قدم روماني راحل كان يجيد اللعب في خط الدفاع.
لعب طوال مسيرته الرياضية في نادي رابيد بوخارست.
مثل منتخب رومانيا في 4 مباريات (1935). شارك مع منتخب رومانيا في بطولة كأس العالم 1934 في إيطاليا حيث خرج من الدور الثمن النهائي.

## وصلات خارجية
- ألكسندرو كويدان على موقع الاتحاد الدولي (مؤرشف)  (الإنجليزية)
- ألكسندرو كويدان على موقع قاعدة بيانات كرة القدم.إي يو (الإنجليزية)
- ألكسندرو كويدان على موقع ناشيونال فوتبول تيمز (الإنجليزية)
- ألكسندرو كويدان على موقع Soccerway.com (الإنجليزية)
- ألكسندرو كويدان على موقع عالم كرة القدم.نت (الإنجليزية)
- سيرة ذاتية[وصلة مكسورة]